# Florence LaBadie
Pour les articles homonymes, voir Labadie.
Florence Russ, qui tournait sous le pseudonyme de Florence La Badie ou Florence LaBadie (née le 27 avril 1888 à New York – morte le 13 octobre 1917 à Ossining, État de New York), est une actrice américaine de théâtre et des premiers temps du cinéma muet. Quasiment oubliée aujourd'hui, sa vie est mal connue mais elle fut une grande star de 1911 jusqu'à sa mort en 1917 des suites d'un accident automobile.

## Biographie

### Star
Après la fin de ses études, Florence LaBadie travaille comme mannequin à New York. C'est là qu'elle obtient un petit rôle dans une pièce de théâtre. Peu après, elle signe pour une tournée et passe les deux années suivantes sur les planches des États de l'Est du pays.
Elle rencontre alors la jeune actrice canadienne Mary Pickford qui l'invite en 1909 sur le tournage d'un film au studio Biograph Company de Manhattan. Invitée à jouer une participation, on lui propose aussi de revenir pour un autre film. Elle tourne ainsi plusieurs films sous la direction de D. W. Griffith, dont le premier où elle est créditée : The Politician's Love Story, avec Mack Sennett et Kathlyn Williams.
En 1911, sa carrière prend son envol lorsque Edwin Thanhouser de la Thanhouser Company l'embauche.

### Première Guerre mondiale
À la déclaration de la Première Guerre mondiale en Europe en 1914, le Canada se mêle aussitôt au conflit. Plusieurs parents et connaissances de Florence LaBadie sont alors envoyés en mission par-delà l'océan. Elle avait de nombreux fans de ses films au Canada, et, d'après un journal de New York[réf. souhaitée], un jeune soldat qui combattait dans les tranchées sur le front lui écrivit en 1915 en lui envoyant des photographies des horreurs de la guerre. Profondément affectée, l'actrice devient une militante acharnée de la paix et voyage à travers les États-Unis avec un diaporama sur un stereopticon (sorte de lanterne magique) pour prévenir des grands risques à entrer en guerre.

### Mort prématurée
En août 1917, LaBadie est à l'apogée de sa carrière. Depuis 1909, elle a déjà tourné dans 185 films (à peine moins que Mary Pickford et ses 217 films). The Woman in White est sur les écrans depuis juillet. Les deux derniers films qu'elle a tourné, The Man Without a Country, l'adaptation du livre d'Edward Everett Hale, et War and the Woman, doivent sortir le 9 septembre 1917.
Depuis la mort accidentelle de son patron Charles J. Hite en 1914, la Thanhouser Corporation connaît des difficultés mais la carrière florissante de LaBadie suffit à la sauver. Moins d'un mois avant, elle annonce son départ de la compagnie, et commence à négocier avec plusieurs autres studios qui désirent la prendre sous contrat. Le 28 août 1917, alors qu'elle conduit près d'Ossining, accompagnée de son collègue et fiancé, le scénariste Daniel Carson Goodman, les freins lâchent et la voiture plonge dans un ravin. Goodman s'en sort avec une jambe cassée, mais l'actrice, projetée du véhicule, est sérieusement blessée, souffrant notamment d'une fracture du pelvis. Hospitalisée, elle s'accroche à la vie pendant six semaines et son état semble s'améliorer lorsqu'elle meurt soudain le 13 octobre 1917, d'une infection, probablement de septicémie.
Florence LaBadie devient la première grande star du cinéma à mourir au sommet de sa gloire. Son public marqua le deuil. Après des funérailles en grande pompe, elle est enterrée au cimetière de Green-Wood de Brooklyn, le même lieu que Marie C. Russ, celle qui se déclarait être sa véritable mère, avait précisé en procédures judiciaires avant la mort de l'actrice. Les oraisons funèbres établissent que sa mère, Amanda La Badie, lui survécut sans précision d'une éventuelle adoption, une omission habituelle à l'époque.
D'après les lois new-yorkaises, ses biens furent partagés entre ses parents, M. et Mme Joseph LaBadie.

## Filmographie
| - 1909 : Amour et Politique (The Politician's Love Story) de D. W. Griffith - 1909 : The Salvation Army Lass de D. W. Griffith - 1909 : A Strange Meeting - 1909 : The Seventh Day - 1909 : Comata, the Sioux - 1909 : Getting Even (en) de D. W. Griffith - 1909 : In the Window Recess - 1909 : À travers les brisants (Through the Breakers) de D. W. Griffith - 1910 : Taming a Husband - 1910 : Serious Sixteen - 1910 : A Gold Necklace (it)de Frank Powell - 1910 : The Troublesome Baby - 1910 : After the Ball : Mrs. Brown (unconfirmed) - 1911 : The Two Paths - 1911 : The Diamond Star - 1911 : The Spanish Gypsy : Gypsy - 1911 : The Broken Cross : Kate - 1911 : Paradise Lost : An Angel / A Maid - 1911 : Madame Rex - 1911 : A Knight of the Road : In Kitchen - 1911 : His Mother's Scarf - 1911 : How She Triumphed - 1911 : The New Dress : At Wedding - 1911 : The Manicure Lady : The Rival's Girlfriend - 1911 : Dave's Love Affair : May - 1911 : Enoch Arden: Part II : Teenage Arden Daughter - 1911 : The Primal Call : A Servant - 1911 : Her Sacrifice : The Widow's Son's Sweetheart - 1911 : Fighting Blood (en) : The Son's Girlfriend - 1911 : The Thief and the Girl : The Girl - 1911 : Bobby, the Coward : The Girl Next Door - 1911 : The Indian Brothers - 1911 : The Smuggler : The Smuggler's Ward - 1911 : The Sorrowful Example - 1911 : The Blind Princess and the Poet - 1911 : The Rose of Kentucky - 1911 : Swords and Hearts : Undetermined Role - 1911 : The Buddhist Priestess - 1911 : In the Chorus : The Daughter Grown Up - 1911 : David Copperfield : Em'ly as a Woman - 1911 : The Satyr and the Lady : The Lady - 1911 : The Trail of Books : The Wife - 1911 : The Last of the Mohicans (Le Dernier des Mohicans): The Elder Sister - 1911 : A Mother's Faith : The Loyal Daughter - 1911 : The Baseball Bug : The Would-Be Baseball Star's Wife - 1911 : The Tempest : Miranda, Prospero's Daughter - 1911 : Beneath the Veil : The Girl - 1911 : Cinderella : Cinderella - 1912 : Mary's Goat : Mary - 1912 : Docteur Jekyll et M. Hyde : Jekyll's sweetheart - 1912 : Her Ladyship's Page : Her Ladyship - 1912 : East Lynne : Lady Isabel - 1912 : As It Was in the Beginning - 1912 : The Trouble Maker : The Wife - 1912 : The Silent Witness : The Young Wife - 1912 : The Guilty Baby : The Wealthy Mother - 1912 : The Arab's Bride (it) de George Nichols : The Wealthy Moor's Daughter - 1912 : Extravagance : The Spendthrift Daughter - 1912 : Flying to Fortune (it) : The Wealthy Old Man's Daughter - 1912 : My Baby's Voice : The Telephone Operator - 1912 : The Girl of the Grove : The Girl - 1912 : A Love of Long Ago : The Archer's Daughter - 1912 : Rejuvenation : The Lighthouse Keeper's Daughter - 1912 : The Saleslady - 1912 : Jilted - 1912 : Jess : Jess's Sister, Bess - 1912 : The Ring of a Spanish Grandee : Myra - 1912 : Whom God Hath Joined (it) de Webster Cullison : Sue - 1912 : Dottie's New Doll : Dottie's Nurse - 1912 : Called Back - 1912 : In Blossom Time - 1912 : Ma and Dad : Ma - 1912 : Under Two Flags : The Silver Pheasant - 1912 : The Portrait of Lady Anne : Lady Anne | - 1912 : The Merchant of Venice : Portia - 1912 : Big Sister : A Society Woman - 1912 : The Wrecked Taxi : The Wife - 1912 : Lucile : Matilda - 1912 : The Voice of Conscience : The Orphan - 1912 : A Star Reborn : A Former Actress - 1912 : Undine : Undine, the Water Nymph - 1912 : Miss Robinson Crusoe : Miss Robinson Crusoe - 1912 : When Mercy Tempers Justice : The Spirit of Justice - 1912 : Petticoat Camp - 1912 : Through the Flames : The Country Girl - 1912 : A Noise Like a Fortune : The Village Girl - 1912 : The County's Prize Baby : Mary, The Baby's Mother - 1912 : Aurora Floyd : Aurora Floyd - 1912 : The Race : The Inventor's Sweetheart - 1912 : The Star of Bethlehem (en) de Lawrence Marston : Mary - 1913 : The Share of Fate - 1913 : The Evidence of the Film : la sœur du petit messager - 1913 : Won at the Rodeo - 1913 : Her Gallant Knights - 1913 : Cymbeline : Imogen - 1913 : The Marble Heart : Marie - 1913 : Tannhäuser - 1913 : An Unromantic Maiden - 1913 : The Ward of the King - 1913 : Life's Pathway - 1913 : A Twentieth Century Farmer - 1913 : The Junior Partner - 1913 : The Blight of Wealth - 1913 : Curfew Shall Not Ring Tonight - 1913 : The Head Waiter (en) de Larry Semon - 1914 : Their Golden Wedding - 1914 : Adrift in a Great City - 1914 : Turkey Trot Town - 1914 : The Elevator Man - 1914 : Twins and a Stepmother - 1914 : A Leak in the Foreign Office - 1914 : Cardinal Richelieu's Ward (it) : Julie de Mortemar - 1914 : The Cat's Paw - 1914 : A Debut in the Secret Service (it) - 1914 : From the Shadows - 1914 : The Million Dollar Mystery : Florence Hargreaves - 1914 : Under False Colors - 1915 : Graft vs. Love - 1915 : The Finger Prints of Fate - 1915 : The Adventures of Florence - 1915 : The Final Reckoning - 1915 : The Duel in the Dark - 1915 : The Cycle of Hatred - 1915 : Bianca Forgets : Bianca - 1915 : God's Witness : Beryl Darcy - 1915 : A Freight Car Honeymoon - 1915 : The Country Girl : Phyllis, the Country Girl - 1915 : Crossed Wires : Flo Drake - 1915 : When the Fleet Sailed - 1915 : Monsieur Lecoq : Duchess of Sairmuse - 1915 : A Disciple of Nietzsche - 1915 : The Price of Her Silence : The Elder Sister - 1915 : All Aboard (it) d'Al Christie - 1915 : Her Confession : Flower - 1916 : The Five Faults of Flo : Flo - 1916 : What Doris Did : Doris' Sponsor - 1916 : Master Shakespeare, Strolling Player : Miss Gray - 1916 : The Fugitive : Margery Carew - 1916 : The Fear of Poverty : Grace Lane / Florence, her daughter - 1916 : Saint, Devil and Woman : Florence Stanton - 1916 : The Return of Draw Egan : Margery Carew - 1916 : The Pillory : Ruth - 1916 : Divorce and the Daughter : Alicia - 1917 : Her Life and His : Mary Murdock - 1917 : When Love Was Blind : Eleanor Grayson - 1917 : The Woman in White : Ann Catherick / Laura Fairlie - 1917 : War and the Woman : Ruth Norton--Braun's Stepdaughter - 1917 : The Man Without a Country : Barbara Norton |

## Galerie photographique

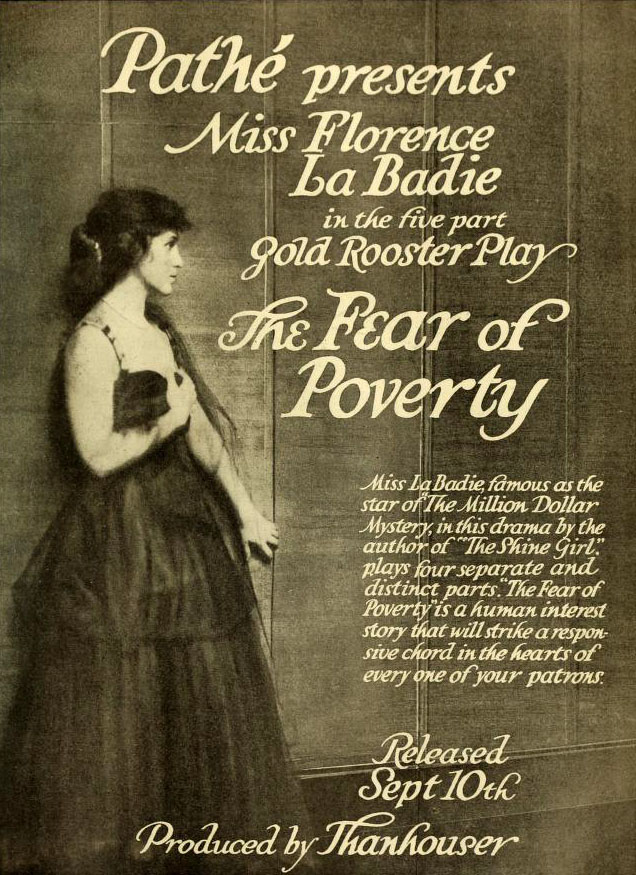
The Fear of Poverty (1916)
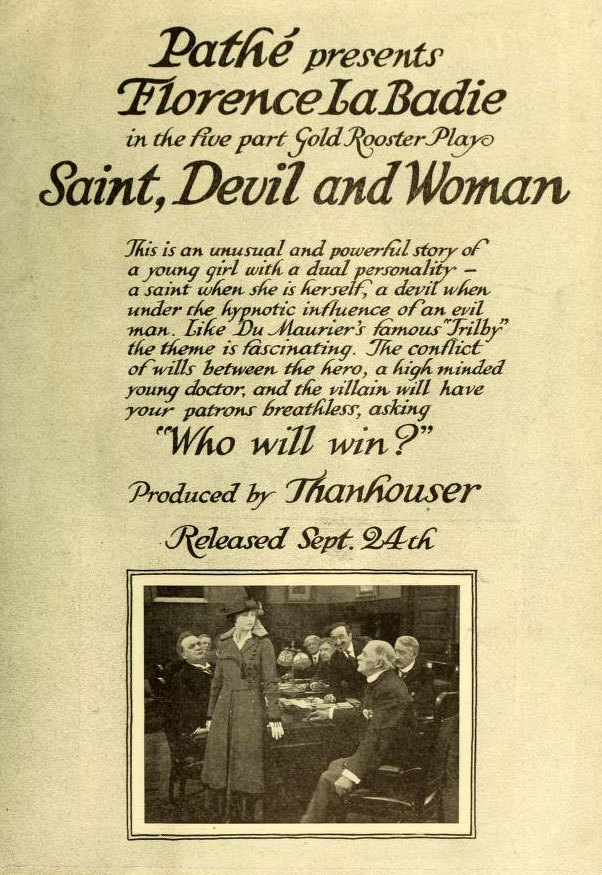
Saint, Devil and Woman (1916)
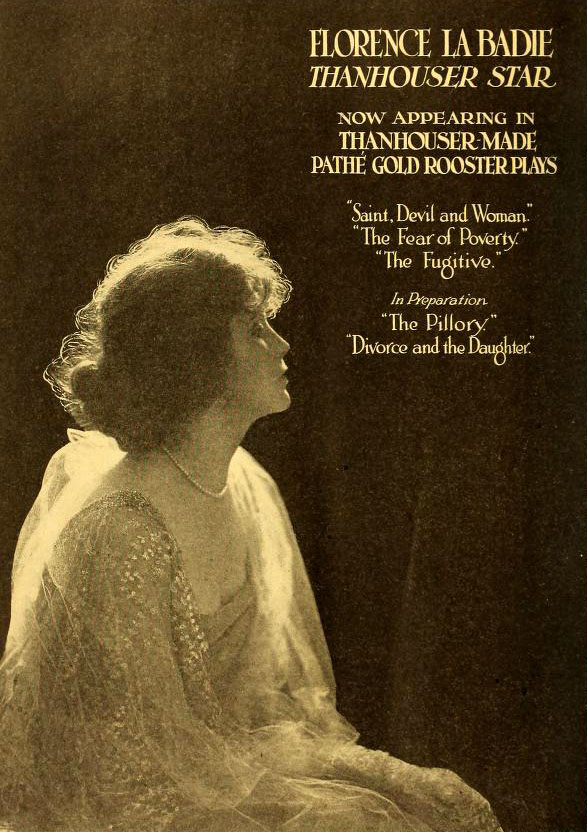
Publicité (1916)
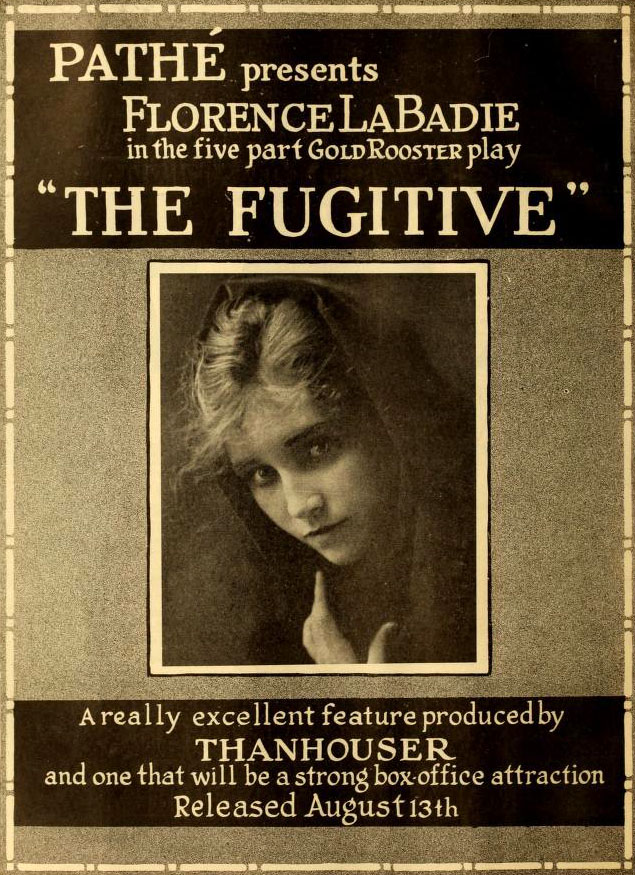
The Fugitive (1916)